# Aleyrodes philadelphi
Aleyrodes philadelphi là một loài côn trùng cánh nửa trong họ Aleyrodidae, phân họ Aleyrodinae.
Aleyrodes philadelphi được Danzig miêu tả khoa học đầu tiên năm 1966.